# Vicia magellanica
Vicia magellanica är en ärtväxtart som beskrevs av Joseph Dalton Hooker. Vicia magellanica ingår i släktet vickrar, och familjen ärtväxter. Inga underarter finns listade i Catalogue of Life.